# Bassam Ayachi
Pour les articles homonymes, voir Ayachi.
Bassam Ayachi, né le 6 septembre 1946 à Alep, est un imam et prédicateur islamiste franco-syrien. Il est l'un des inspirateurs du radicalisme islamique en Belgique, au sein du Centre islamique belge (CIB) de Molenbeek. Il rejoint la rébellion lors de la guerre civile syrienne et devient cadi au sein de Suqour al-Cham, puis d'Ahrar al-Cham.

## Biographie
Bassam Ayachi naît au sein d'une grande famille de notables sunnites. Il fuit la Syrie dans les années 1960 et s'établit en France. Il épouse alors une Française, originaire de Nice, qui se convertit à l'islam,. Par son mariage, Bassam Ayachi obtient la nationalité française. Il s'installe à Aix-en-Provence et travaille comme restaurateur. Dans les années 1970, il travaille pour Bouygues en Arabie saoudite. Il est cependant un temps emprisonné en raison de ses relations avec certains djihadistes responsables de l'attaque de la Grande Mosquée de La Mecque en 1979. Il regagne ensuite la France, puis en 1996, après la faillite frauduleuse de son restaurant, il s'établit avec sa famille en Belgique, à Molenbeek-Saint-Jean,,. Il fonde dans ce faubourg de Bruxelles le Centre islamique belge.
Après les attentats du 11 septembre 2001, Bassam Ayachi attire l'attention des services antiterroristes belges. Le Centre islamique belge est considéré comme un haut-lieu du fondamentalisme religieux,. Bassam Ayachi y a notamment marié religieusement Malika El Aroud et Abdessatar Dahmane, le kamikaze tunisien affilié à al-Qaïda responsable de la mort du commandant Ahmed Chah Massoud,. Il est alors soupçonné d’avoir incité de jeunes Belges à combattre en Irak et en Afghanistan. Le Centre islamique belge est dissout en 2012 sur décision de justice,. Cependant Bassam Ayachi clame à de nombreuses reprises son hostilité aux attentats perpétrés en Occident.
Le 11 novembre 2008, il est arrêté à Bari, en Italie, dans un camping-car, en compagnie du Franco-Algérien Raphaël Gendron, de trois Syriens et d’un Palestinien. Il est alors accusé d'avoir projeté un attentat contre l'aéroport Charles-de-Gaulle et d'être le numéro deux d'al-Qaïda en Europe. Le 4 juin 2011, Bassam Ayachi est condamné à huit ans de prison, mais il est finalement acquitté le 3 juillet 2012, lors du procès en appel,. Il regagne la Belgique et est indemnisé quelques mois plus tard pour détention arbitraire.
Au début de la guerre civile syrienne, un de ses fils, Abdelrahman Ayachi, dit Abou Hajar, rejoint le groupe rebelle islamiste Suqour al-Cham. Au sein de cette formation, il combat dans la région d'Idleb et prend la tête d'une brigade de 100 à 600 hommes,. Il est tué au combat le 19 juin 2013 près du village de Sinjar, à l'est d'Idleb,. Raphaël Gendron, proche de Bassam Ayachi, est également tué en Syrie dans les rangs de Suqour al-Cham, le 14 avril 2013,.
Après la mort de son fils, Bassam Ayachi décide à son tour de regagner la Syrie. Il intègre également le groupe  Suqour al-Cham, qui par la suite rallie Ahrar al-Cham,. Il occupe alors les fonctions de juge islamique dans la région d'Idleb. Il affirme en juin 2015, que le tribunal islamique d'Idleb a jugé 5 000 personnes et que parmi celles-ci 4 600 ont été remises en liberté et que 20 ont été condamnées à mort, mais qu'aucune peine n'a été exécutée.
Le 23 février 2015, il est grièvement blessé et perd son bras droit lors d'un attentat commis par l'État islamique,. En novembre 2016, Bassam Ayachi affirme avoir été la cible d'une autre tentative d'assassinat de la part de l'État islamique, au cours de laquelle son garde du corps trouve la mort.
En juillet 2017, au cours des combats de la poche d'Idleb, Bassam Ayachi est arrêté par des hommes de Hayat Tahrir al-Cham, avant d'être libéré quelques jours plus tard,.
Vers mars 2018, Bassam Ayachi se rend en Turquie afin de se procurer une prothèse de bras. Mais il est arrêté par les autorités turques pour entrée illégale à la frontière, emprisonné pendant une dizaine de jours, puis expulsé vers la France. Le 27 mars 2018, Bassam Ayachi est arrêté dans le nord de la France et mis en examen. Il est accusé d'avoir été en relation avec un djihadiste français ayant combattu en Syrie avant d'être expulsé par la Turquie.
Le 13 mai 2022, Bassam Ayachi est condamné à Paris à cinq ans d'emprisonnement, dont un an ferme, pour association de malfaiteurs terroriste. Ahrar al-Cham est alors considéré comme « terroriste » par la jurisprudence française, bien que n'étant pas mentionné comme tel sur les listes internationales. Le tribunal conclut cependant qu'« il est indéniable que Bassam Ayachi a fourni des informations aux services belges et français », mais que « cette situation ne fait pas disparaître l’infraction. [...] La loi française ne prévoit aucune exonération pour l’informateur de police ». Le tribunal déclare néanmoins avoir décidé d'en « tenir compte », relevant que le « refus de déclassification » pendant l’instruction de documents secret-défense par le ministère des Armées français « ne doit pas lui être préjudiciable » car « il ne peut être exclu qu’il a rendu de vrais services à la France ».

## Annexe

### Documentaire
- Stéphane Malterre, Au nom du père, du fils et du dihad, 2016.